# Francisco Tamayo Pacheco
Juan Francisco Tamayo Pacheco (Urubamba, Perú, 4 de octubre de 1891 - Lima, 18 de abril de 1957), fue un político peruano. Fundador del Partido Descentralista, fue Ministro de Gobierno y Policía de la Junta Nacional presidida por David Samanez Ocampo (1931). Fue también parlamentario durante veinte años, primero como diputado regional por Urubamba ante el Congreso Regional del Sur (1919-1924), luego como diputado (1939-1945) y senador por Cusco (1945-1948 y 1950-1956) ante el Congreso de la República. Sufrió persecuciones de parte de gobiernos autoritarios y en ocasiones estuvo preso por sus ideas políticas. El mayor aporte que hizo a su región como parlamentario fue la Ley de Reconstrucción y Fomento del Cusco, luego del terremoto que asoló esta ciudad en 1950.

## Biografía
Nació en la ciudad de Urubamba, en pleno corazón del Valle Sagrado de los Incas, en el departamento del Cusco. Hijo de Melchor Tamayo Ladrón de Guevara y Francisca Pacheco Larrauri. 
Establecido en Cuzco, cursó sus estudios primarios en el Colegio Peruano de Isaac Tejeira, y los secundarios en el Colegio San Antonio de los padres agustinos españoles. En 1906 falleció su padre, por lo que se vio obligado a convertirse en el sostén del hogar. 
Culminados sus estudios escolares, en 1909 ingresó a la Universidad de San Antonio Abad, para estudiar Letras y Derecho. Participó activamente en la huelga estudiantil de 1909, que aglutinó a una generación rebelde que protestaba contra el estancamiento de la enseñanza, entre cuyos miembros se contaba Luis E. Valcárcel, José Uriel García, César Antonio Ugarte, entre otros.
En 1910 se sumó al movimiento revolucionario que encabezó David Samanez Ocampo contra el primer gobierno de Augusto B. Leguía. Participó en la toma de Abancay (15 de diciembre de 1910) y en el combate del puente de Tablachaca, contra las fuerzas del gobierno (febrero de 1911). Derrotada la intentona revolucionaria, se vio obligado a permanecer escondido, refugiándose en las zonas altas de Arequipa.
Tras una ley de amnistía dada por el gobierno de Leguía en 1911, pudo regresar al Cusco para proseguir sus estudios, hasta que obtuvo su título de abogado en 1918. 
Iniciado el Oncenio de Leguía, fue elegido diputado regional por Urubamba al Congreso Regional del Sur (1919-1920). Secundó el alzamiento que el entonces sargento mayor Luis Sánchez Cerro protagonizó en el Cusco en 1922. Sofocada esta intentona y capturado junto con Sánchez Cerro, ambos fueron confinados en la isla de Taquile (en el lago Titicaca). 
Logró escapar de su prisión y pasó a Bolivia, para luego regresar al Perú de manera clandestina. Al iniciarse las maniobras reeleccionistas del presidente Leguía en 1924, promovió una revolución que se extendió a las provincias de Urubamba, Paucartambo y La Convención; pero fracasado este movimiento, se vio obligado a huir nuevamente a Bolivia. 
Caído el régimen de Leguía en 1930, retornó una vez más al Perú y fundó el Partido Descentralista, que tenía bases en Abancay, Cusco, Puno y Arequipa (sur del Perú). Inaugurada la Junta Nacional presidida por David Samanez Ocampo en 1931), se hizo cargo del Ministerio de Gobierno y Policía. En tal calidad, se encargó del proyecto de Estatuto Electoral que fue promulgado por la Junta el 26 de mayo de 1931, hecho trascendental, pues por primera vez se establecía el voto secreto. Bajo ese Estatuto se realizaron las elecciones generales de 1931, las primeras de carácter moderno que tuvo el país, que permitían garantizar unas elecciones democráticas. En lo que respecta a la seguridad interior, le tocó sofocar el motín del sargento Víctor Huapaya, en el cuartel de Santa Catalina, en Lima, en la noche del 23 de marzo de 1931. Luego tuvo que sofocar otro motín, esta vez en Cuzco, el mismo que estuvo encabezado por el teniente coronel Manuel Cabrera.
Durante el gobierno constitucional de Sánchez Cerro, fue acusado de conspirador, siendo apresado, permaneciendo encerrado en la Penitenciaría de Lima de mayo de 1932 a agosto de 1933, cuando fue liberado, ya bajo el segundo gobierno del general Óscar R. Benavides.
Fue elegido diputado por Urubamba para el periodo 1939-1945. Debido a su integridad política fue conocido como El León del Sur, especialmente después de haberse opuesto en 1944, por principio, a la continuación del gobierno de Manuel Prado Ugarteche que buscaba prorrogar su gobierno.
Se contó entre los organizadores del Frente Democrático Nacional, el mismo que llevó a la presidencia al doctor José Luis Bustamante y Rivero (1945). Fue elegido senador por Cuzco (1945-1948), destacando como parlamentario leal al presidente Bustamante. 
Por segunda vez fue elegido senador, esta vez para el periodo 1950-1956|fechaacceso=20 de marzo de 2020}}</ref> y llegó a ser 2° vicepresidente de su cámara (1950-1951). Por oponerse al presidente Manuel A. Odría y pese a su inmunidad parlamentaria, en 1956 fue puesto preso en la isla penal de El Frontón. 
El mayor aporte que hizo Tamayo a su región fue la Ley de Reconstrucción y Fomento del Cusco que el promovió en el parlamento para reconstruir la ciudad del Cusco, después del pavoroso terremoto del 21 de mayo de 1950, que dejó prácticamente en ruinas la mayor parte de dicha ciudad. La ley no solo ayudó a la reconstrucción del Cusco sino también promovió la creación de infraestructuras que facilitasen su desarrollo y su ingreso a la modernidad. El Cusco moderno, tal como lo conocemos actualmente, nació precisamente bajo esa ley.
En 1956, culminado su periodo parlamentario, se retiró a la vida privada. Falleció poco después, a causa de un absceso hepático, que culminó en una septicemia generalizada. Fue sepultado en el Cementerio Presbítero Maestro de Lima.